# 有磯海サービスエリア
有磯海サービスエリア（ありそうみサービスエリア）は、富山県滑川市栗山ならびに同県魚津市湯上にある北陸自動車道のサービスエリアである。

## 概要
供用当初は上り線のみの供用であった。これは下り線の施設が隣接する湯上トンネルの事後工事の関係で完成が遅れたためである（1982年6月27日の集中豪雨の影響で当SA付近で大規模な地滑りの前兆が見られたため、地滑り被害を防ぐため切通しからトンネルに変更されたため。完成時期も当初は1984年6月初旬を予定していた）。また、この時点では朝日IC - 名立谷浜IC間が開通しておらず、ハイウェイショップ・スナックコーナー・ガソリンスタンド・トイレの簡易な設備のみだった。
有磯海という地名は富山県内には存在しない。有磯海とは大伴家持が詠んだ歌に由来する歌枕で、富山湾の海のことを指すとされ、松尾芭蕉をはじめ多くの歌人・俳人が富山湾を有磯海と呼び和歌や俳句に詠んだ。実際には存在しない地名をサービスエリア名として採用した例は、当SAのほかに名神高速道路の湖東三山PAがある。実際の当SA周辺は田園地帯で、富山湾までは3kmほど距離がある。
なお、命名案には有磯海のほかにも、しんきろう、ホタルイカ、剣岳、早月、富山湾などの案があったが、洗足学園魚津短期大学教授（当時）の池田弥三郎の意向もあり、有磯海に決定した経緯がある。

## 歴史
- 1983年（昭和58年）12月13日 - 北陸自動車道の滑川IC - 朝日IC間の開通に伴い[4][10]、上り線（山側）の供用を開始[1][2]。
- 1984年（昭和59年）4月27日 - 下り線（海側）の供用を開始[1][2]。

## 施設

### 上り線（米原・高山方面）
- 駐車場
  - 大型 41台
  - 小型 98台
- トイレ
  - 男性 大5・小15
  - 女性 15
  - 車椅子用 1
- ガソリンスタンド（ENEOS（ENEOSウイング）、24時間）
  - 東海北陸道へ向かう場合、次の給油施設は約150km先のひるがの高原SAとなる[11][12][13]。また能越道へ向かう場合、ここが最後の給油施設となる。このため、上り線のエリアの手前では給油を促す表示が設置されている。
- 給電スタンド（24時間）
- レストランつるぎ[14]（ジェック経営コンサルタント[15][16]、11:00 - 21:00）
- フードコート（ジェック経営コンサルタント、24時間）
- スーベニアショップ（ジェック経営コンサルタント、24時間）
- テイクアウトコーナー（ジェック経営コンサルタント、平日 9:00 - 20:00・土日祝日 8:00 - 21:00）
- 自動販売機
- エリア・コンシェルジュ（9:00 - 17:00）
- 銀行ATM（セブン銀行、24時間）
- 郵便ポスト（集配は滑川郵便局が担当）
- ベビーコーナー
- ぷらっとパーク（24時間）

### 下り線（上越・新潟方面）

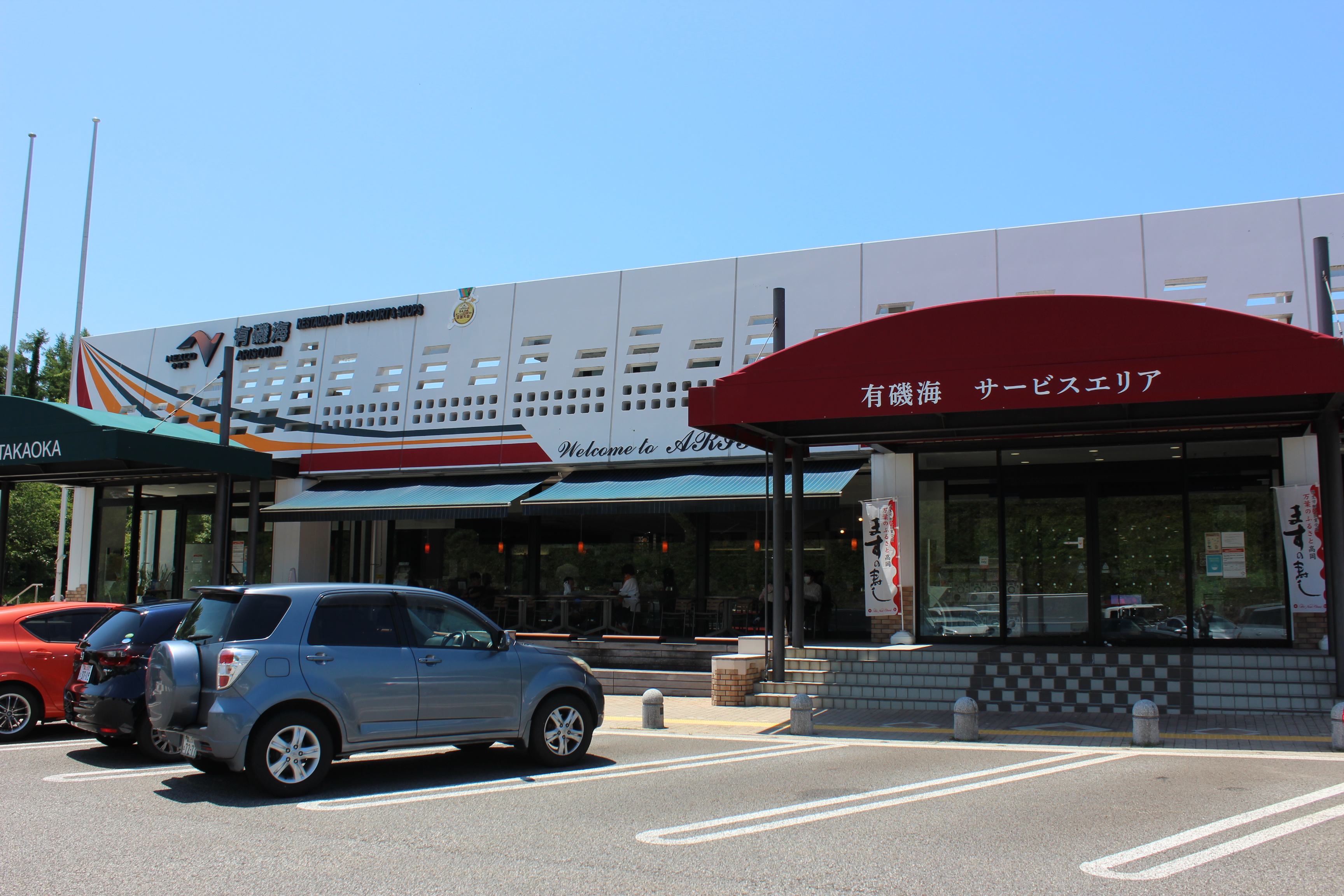
下り・新潟方面

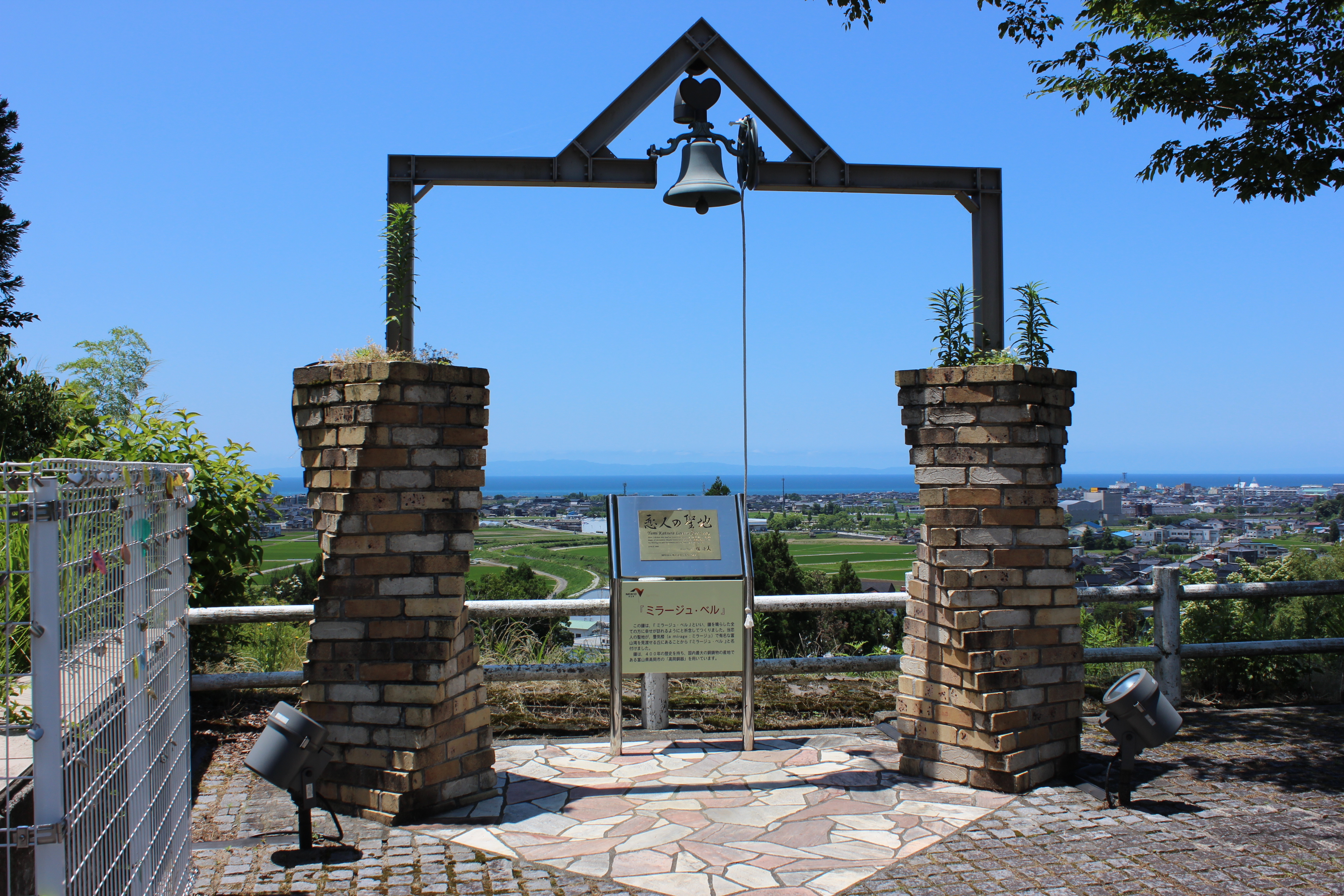
下り線に設置されている「ミラージュベル」。

下り線サービスエリアは湯上トンネル区間を迂回するように設置されている。2009年4月には、下り線が恋人の聖地としての認定をNPO法人地域活性化支援センターから受けている。富山湾が見渡せる広場には「ミラージュベル」と呼ばれる鐘が同年12月19日に設置されている。
入り口には黒御影石の命名碑と片貝川産自然石に俳人松尾芭蕉の句が刻まれている句碑が設置されている。
- 駐車場
  - 大型 36台
  - 小型 72台
- トイレ
  - 男性 大5・小15
  - 女性 15
  - 車椅子用 1
- ガソリンスタンド（ENEOS（ENEOSウイング）、24時間）
- 給電スタンド（24時間）
- コンビニエンスストア
  - ローソン（ホテルニューオータニ高岡、24時間、2023年3月17日オープン）[21]
- フードコート『UMITOYAMA』（ホテルニューオータニ高岡、7:00 - 22:00[21]、2023年7月14日にリニューアルオープンし、名称を『UMITOYAMA』に改めた[22]。）
- スーベニアショップ（ホテルニューオータニ高岡、8:00 - 21:00[21]）
- 自動販売機
- エリア・コンシェルジュ（平日 9:00 - 17:00・土日祝日 8:00 - 17:00）
- 銀行ATM（セブン銀行、24時間）
- 郵便ポスト（集配は魚津郵便局が担当）
- ベビーコーナー
- ぷらっとパーク（24時間、2009年12月19日開設）[20]

ローソン開店前は、カフェ&レストラン有磯海（ホテルニューオータニ高岡、11:00 - 21:00）が存在していた。また、スーベニアショップやフードコートは24時間営業であった。

## 隣
E8 北陸自動車道
(24)滑川IC - 有磯海SA - (25)魚津IC